# Jung Ihyun
Jeong I-hyun (hangeul : 정이현) est une auteure sud-coréenne née en décembre 1972  à Séoul. 

## Biographie
Jeong I-hyun est née à Séoul en décembre 1972. Elle est diplômée de l'université des femmes Sungshin. Après l'obtention de son diplôme, elle entre à l'institut des arts de Séoul, et étudie dans le département de création littéraire. Elle commence sa carrière littéraire en 2001. Son histoire courte intitulée La solitude des autres (Ta-inui godok) lui a permis de recevoir le prix littéraire Lee Hyo-seok, et son récit Le grand magasin Sampung (Sampung baekhwajeom) a reçu le prix de littérature contemporaine (Hyundae Munhak) en 2006. Elle est considérée comme une auteure innovante dans le domaine des nouvelles publiées en feuilleton sur Internet notamment après avoir écrit son deuxième roman Tu ne sais pas (Neoneun moreunda) sur le blog de la librairie Kyobo Book Center. Cette publication a donné lieu à 400 000 visiteurs sur la page par jour et par série

## Œuvre
En opposition àvec la littérature moderne de Corée qui se concentre sur les groupes marginalisés et les personnes démunies, Jung décrit les rencontres, les mariages, les carrières, les désirs et les conflits des femmes de la bourgeoisie. Ses œuvres sont souvent définies dans le cadre du quartier riche de Gangnam à Séoul. Elle est connue pour décrire la vie des femmes d'une manière forte et joyeuse. Ma ville sucrée (Na-ui dalkomhan doshi) est considéré comme le roman lui ayant apporté une grande popularité en Corée du Sud. Considéré comme une description authentique et réalistes des femmes coréennes ayant la trentaine, ce roman a été adapté en drama à la télévision et a suscité la sympathie de femmes coréennes de cette tranche d'âge. 
L'Institut coréen de traduction littéraire (LTI of Korea) présente son travail de cette manière : 
Jeong choisit de présenter cette réalité aux lecteurs à travers une « politique de la mascarade » au sens voulu par Baudrillard. Ses personnages sont des jeunes femmes occupant des emplois de bureau qui sont en apparence bien adaptées au système ; elles sont opportunistes et n'ont pas honte de leurs désirs pour grimper dans l'échelle socio-économique. Dans Amour romantique et société (Nangmanjeok saranggwa sahoe), le mariage est un moyen d'accéder à une classe sociale supérieure. Dans Le coffre (Teureongkeu), la mode et les voitures sont les symboles de cette évolution dans les classes sociales. Les femmes sont si complices et sournoises qu'elles sont souvent tournées au ridicule à la fin des récits. En décrivant les individus comme des prototypes parfaits du capitalisme et de la société de consommation, elle révèle la fausseté de ces personnages et des situations qui les entourent. Elle donne ainsi à la littérature les moyens de rester politique à une époque où cette dernière est dévalorisée aux yeux de la jeunesse